# Yothu Yindi Foundation
Die Yothu Yindi Foundation ist eine Non-Profit-Organisation mit Sitz in Casuarina, die im Jahr 1990 von der Aborigines-Rockband Yothu Yindi von ihrem im Juni 2013 verstorbenen Bandleader Hr. Yunupungi gegründet wurde. Die Foundation gründete die sogenannte bush university, das Garma Cultural Studies Institute. Das Ziel dieser Foundation ist es die Kultur des Aboriginestamms der Yolngu zu erhalten, zu fördern und weltweit bekannt zu machen. Es will auch eine Interessenspolitik der dortigen Aborigines entwickeln und wahrnehmen. Ein wesentlicher Bestandteil dieses Konzepts ist das jährlich seit 1999 stattfindende Garma-Kulturfestival auf dem Festivalplatz Gulkala bei Nhulunbuy im Arnhemland im Northern Territory in Australien.
Das Garma Cultural Studies Institute baute nach Gründung das Yirrnga Music Development Center an der Küste der Melville Bay auf, um traditionelle Musik aufzunehmen und Musiker aus dem Arnhemland auszubilden.
Ein weiteres Tätigkeitsfeld ist das fünftägige Garma-Kulturfestival mit Aufführungen von Tanz, Liedern, Kunst und Zeremonien der Yolngu, das 1999 erstmals stattfand. Es wird auch von weißen und ausländischen Besuchern aufgesucht. Fester Bestandteil des Festivals sind Aufführungen von Didgeridoo-Spiel, Workshops zum Weben und Malen, Anfertigung von Speeren und Unterweisungen in traditioneller Jagd. Es gibt auch Workshops für Buschmedizin und Bush Food. Auf dem Festival fanden seit 1999 mehrere akademische Foren des Garma Cultural Studies Institute und Australian Vice-Chancellors Committee statt. Das Komitee ist die Dachorganisation der australischen Universitäten. Dieses Forum hielt auf dem Festival mehrere Veranstaltungen über kulturelle und politische Entwicklungen ab, die nicht nur Bedeutung für die Yolngu, sondern darüber hinaus haben.
Ein besonderes Augenmerk ist auch auf die regionale Entwicklung von Tourismus, Landwirtschaft, Aquakultur und Lagerstätten von Erdöl und Erdgas vor den Küsten gerichtet, die sich im traditionellen Eigentum der Yolngu befinden.